# Општина Мача (Арад)
Мача (рум. Macea) општина је у Румунији у округу Арад.
Oпштина се налази на надморској висини од 99 m.